# Göteborgs Stift
Göteborgs stift er et stift i Svenska kyrkan i Sverige.
Geografisk omfatter stiftet de gamle landskaper Bohuslän og Halland samt de sydlige og vestlige dele af Västergötland. Stiftet strækker sig fra Laholm i syd til Strömstad i nord, og er inddelt i 18 provstier. Stiftsby er Göteborg. Siden 1. januar 2006 har antallet af sogne været mindsket med 35 til 244 ved sammenlægning af allerede samarbejdende mindre sogne.
Biskop siden 2011 er Per Eckerdal.

## Ekstern henvisning
- Wikimedia Commons har flere filer relateret til Göteborgs Stift
- Svenska kyrkan: Göteborgs stift

57°42′16″N 11°57′55″Ø / 57.7044°N 11.9653°Ø